# Pere Ribot i Sunyer
Pere Ribot i Sunyer (Vilassar de Mar, Maresme, 21 de febrer de 1908 - Girona, Gironès, 24 d'agost de 1997) fou un poeta i sacerdot català.

## Biografia[calcitació]
Va néixer a Vilassar de Mar el 21 de febrer de 1908, el primer de cinc germans. Els primers estudis els feu a l'Escola del Comú de Nois del carrer Sant Joan de Vilassar de Mar. Als tretze anys ingressà d'intern al Seminari de Barcelona on cursà humanitats, filosofia i teologia. Complí el servei militar a Mataró.
El 1933 fou ordenat sacerdot i cantà la primera missa a la parròquia de Sant Joan del seu poble natal. Tot seguit fou destinat de vicari a Sant Feliu de Cabrera de Mar i posteriorment anà a Capellades. La Guerra Civil l'agafà en aquesta darrera població. Els primers dies voltà per aquelles muntanyes vorejant el riu Anoia; després visqué amagat a Vilassar de Mar i, més tard, es pogué exiliar a França, a la ciutat de Valence. Poc després retornà a la zona franquista, primer a Sant Sebastià i després a Mallorca. Va ser destinat al front de l'Ebre. Acabada la guerra anà de vicari a Sant Adrià de Besòs.
L'any 1941 fou nomenat rector de Sant Martí de Riells del Montseny, que durant la postguerra fou un dels primers fogars del catalanisme. Influït per la Bíblia, Prudenci i Paul Claudel, el seu món liricoreligiós és d'arrels bíbliques, essencial, d'una gran puixança espiritual i sempre formalment ben construït. Va col·laborar a Avui, Catalunya Cristiana, i al Full Parroquial del Bisbat de Girona. Escriví la part literària del volum il·lustrat El Montseny (1975) amb fotografies de Raimon Camprubí, col·laborà en la versió catalana del breviari sacerdotal Litúrgia de les hores (1978) i en el llibre La Seu adorant (1983) amb xilografies d'Antoni Gelabert. Alguns dels seus poemes ha estat musicats per Joan-Baptista Rebull i Lluís, Manuel Blancafort, Eduard Toldrà, Josep Monné, Antoni Pérez i Simó i Frederic Mompou.
El 1983 va rebre la Creu de Sant Jordi. El 1986, el guardó Jaume I de la ciutat de Barcelona, el premi El Montseny i el premi d'actuació cívica de la Fundació Lluís Carulla. Té un carrer i un institut d'ensenyament secundari dedicats a Vilassar de Mar, un monument a la Plaça de l'Església de Breda i un altre a la Plaça de l'Església de Vilassar de Mar.

## Llegat poètic
El llegat poètic de Mn. Pere Ribot esdevé un testimoni ben singular en el context literari del s. XX, precisament perquè exemplifica com pocs el fenomen de la recepció de la inspiració empeltada a la fe cristiana; d'una inspiració que l'entronca a la tradició dels antics aedes, per als quals la poiesis, el do de la creació artística, es confonia amb la profecia.
       «Purifica’m els llavis tots els dies / amb la brasa roent d'Isaies, / i brollarà tot arborat i ple / el cant, de les entranyes de ma Fe.» (Invocació, Lætare)
Aquells antics aedes, i profetes, també eren pastors d'homes. Hesíode, com Moisès i David, pasturava el seu ramat a la falda de l'Helicó, una muntanya mitològica. Mn. Pere Ribot, també era pastor. Des de la falda del Montseny –la «muntanya del signe», tal com la solia anomenar d'acord amb la seva etimologia–, Mn. Pere Ribot pasturava els ramats de creients que buscaven retrobar la puresa del llenguatge cristià, més enllà de la oficialitat de les ideologies catòliques, més o menys progressistes o conservadores, més enllà de les formes, dels ritus i dels símbols. Mn Pere era pastor de creients que cercaven abeurar-se en l'essència del missatge cristià i assedegar-se amb la fragància espiritual dels seus versos, folls d'amor com els de l'amic envers l'amat de Ramon Llull, perquè la relació entre el poeta i l'Esperit, doll de la seva inspiració, és una història d'amor, com la que cantaren Sant Joan de la Creu o Santa Teresa d'Àvila, per citar els gran místics castellans del s. XVI.
```
«La passió divina m’embolcalla / i onejo dins ton cercle de fulgor… / Pentecosta de l'Amor, / Esperit, davalla!» (Invocació, 
Lætare
)
```

Poeta i sacerdot o sacerdot i poeta? Són dues facetes indestriables perquè la seva poesia tan aviat brolla de les seves arrels bíbliques, com d'«el paisatge interior», el lloc de les seves experiències espirituals. Ell mateix en la “Confessió de l'autor” amb la qual prologava l'edició de La pedra en la veu, escriví: «Que sacerdot i poeta formin el tot, un mateix arbre en la suavitat contemplativa dels dies, s'actualitzin amb una exigència pura i dura».
Mn. Pere Ribot és, sens dubte, una de les plomes més significatives de la poesia mística catalana del segle xx. Els prefacis que ell mateix escriví a propòsit de les seves edicions, a banda de ser deliciosos fragments de prosa poètica, expliciten el seu desig de l'experiència del misteri: «El nervi d'un poema rau, a voltes en un mot que universalitza sobtadament el teu paisatge interior…, és reduir-te tu mateix en un punt d'humilitat volguda per tal que, en el teu propi no-res, pol·len invisible, abastis el tot, siguis la frescor que puja de la terra, o la polar en les teves entranyes. És la veu d'Ell que no s'atura enllà del temps, i resol el misteri de la vida: el gra que mor en el solc, que pren humitat, i que dona, en el temps, la sorpresa del fruit, i lleva el cent per u. Cal morir per a viure. I jo moro i visc en el poema…» (Si el gra no mor…)
Albert Manent quan preludiava l'edició de Llengua de foc (1950) de Mn Pere, descrivia amb finesa el sentir flamíger i abrandat del seu cant, el qual a diferència d'altres poetes espirituals –com Claudel, Thomas, Verdaguer, Maragall, Riber, López-Picó, Carner, Alcover o Espriu–, pren com a únics fonaments el testimoni de l'Escriptura i la vivència del misteri. Encesa sobre el ble bíblic, pastada amb la cera del temps –en el secret de Déu–, incrustada en la natura i en l'home, la força espiritual de la poesia de Mn Pere esdevé única i abassegadora. Ell mateix n'era ben conscient quan escrivia «alliberant-me, en el possible, de tota tendència d'escola, vaig tirar al dret, exigent amb mi mateix, per a trobar-me l'home que sóc jo, i en tots, i amb el pes de la meva sensibilitat […] Amb el temps, anà formant-se en mi, i pujant, el llevat sobrenatural, moll de l'os i sentit definitiu de la meva veu. Per això aquests poemes —ho escrivia a propòsit de La pedra en la veu— responen a un estat d'esperit viscut, actiu i contemplatiu alhora, l'home dret davant Déu i els germans, palpant de comprendre’l i de posseir-lo, movent-me en el món, triat a part en el món […] Tot el meu fer es desplega en el fenomen sorprenent del paisatge interior, en els termes graduals de la gràcia, com torrents d'aigua, a la recerca de Déu a l'espluga, en les entranyes de la muntanya interior», i, parafrasejant el Salm 48, 5, afegia, «el meu cant s'inspira en un enigma”. L'enigma de veure, com ell mateix deia, «l'eternitat en una gota d'aigua» o d'exhalar en una petita flor el perfum del Paradís.

## Obres
- La Font del Desmai (poema presentat als Jocs Florals de Barcelona de 1926)[2]
- Laetare (1935)
- Cento martiri (1937) En col·laboració amb J. Costa i Deu i Octavi Saltor.
- L'ombra dels tres (1945)
- Llengua de foc (1950) Primer premi de poesia Osa Menor.
- El pont de l'àguila (1951)
- Epifania (1952)
- Si el gra no mor... (1959)
- La pedra en la veu (1971) Premi Josep Carner.
- Llevat d'amor(1975)
- Cadolles de muntanya (1978)
- El crit del desert (1981)
- La Seu Adorant (1983)
- Nadal al Montseny (1985)
- El petit gran do (1987)
- A mitja veu (1988)
- Gresol Interior (1991)
- Intimitat (1992)
- La llum del corriol (1997)